# 松浦厚
松浦 厚（まつら あつし、1864年7月6日（元治元年6月3日） - 1934年（昭和9年）5月7日）は、明治時代から昭和時代初期の華族。肥前平戸藩主松浦詮の長男。正二位、伯爵。茶道家、漢詩人。
夫人は浅野長勲の養女（長勲の伯父・浅野懋績の娘）益子。弟に大隈信常、松浦靖（はかる、分家、子爵、宮内省御用掛）ら。子に松浦陞（すすむ）、晃子（大久保忠春夫人）、和子（戸沢富寿夫人）、克子（大久保教恵夫人）、東胤騤（東胤禄養子）。

## 経歴
学習院初等学科に入学。1884年（明治17年）6月、陸軍予備士官学校に入学。1885年9月、予備士官学校の廃校にともない、退学した。なお、同年8月、明治政府からイギリス留学を許可されていた。自費留学で5年間の滞在予定であった。渡英後、ケンブリッジ大学に入学し、国際法を修める。1893年（明治26年）、ドイツ・イタリア・フランスなどを訪問し、帰国した。1908年（明治41年）、父詮の死去により、家督を相続した。1911年（明治44年）7月10日、貴族院議員に当選し3期務め、1931年（昭和6年）8月17日に辞任した。
『国論の一致』『北海の宝庫』などを著した。
1927年（昭和2年）頃には1000万円余の資産を有していたが、政治や趣味で借財を作り、昭和恐慌では株が大暴落して300万円の巨額な損失を被った。1934年（昭和9年）、71歳で病没。墓所は東京都染井霊園。陞が家督を継いだ。
平戸藩第4代藩主松浦鎮信（天祥）が興した武家茶道の流派である鎮信流を継承する石州流鎮信派の家元でもあり、鸞州の号がある。

## 栄典
位階
- 1916年（大正5年）7月10日 - 正三位[4]
- 1934年（昭和9年）5月7日 - 正二位[5]

勲章等
- 1924年（大正13年）5月31日 - 勲三等瑞宝章[6]
- 1931年（昭和6年）5月1日 - 帝都復興記念章[7]

## 邸宅
浅草の本邸（旧上屋敷）、巣鴨の別邸、二宮町にスイス風の洋館を所有していた。
浅草の旧上屋敷は文化・文政年間から作庭された日本庭園を持つ蓬莱園として社交場、長男である陞の結婚式場などとして利用されたが関東大震災で荒廃。復旧しないまま売却された。当時を偲ぶ手がかりは東京都立忍岡高等学校グラウンド東北隅に残る池の一部と、都天然記念物指定の大イチョウのみである。